# 泡騰現象
泡腾现象是一种常见的物理、化学现象，指的是溶液出現氣泡的狀況 。在日常生活中我們也可以觀察得到，例子是打開汽水等有氣飲料。

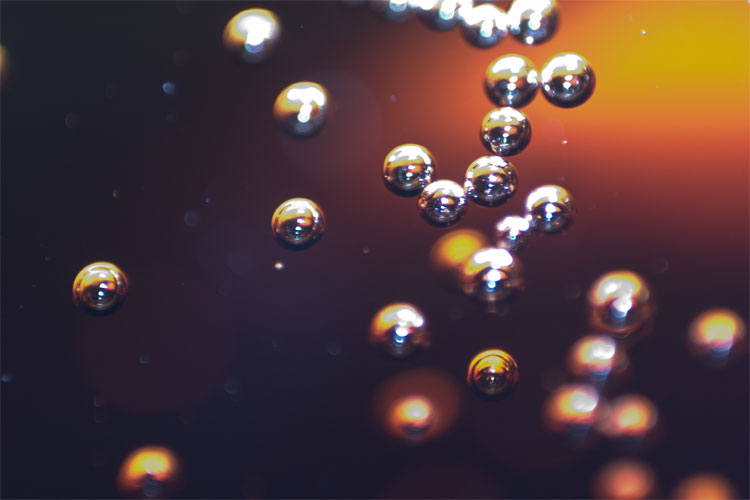
二氧化碳氣泡

## 泡腾现象
是指在液体溶剂中，由于化学或物理反应致使固体或液体不溶物溶解（分解）并从液体中不断从液体底部出现气泡的现象叫做泡腾现象。

## 例子
- 汽水開瓶
- 在碳酸鈣上加鹽酸水溶液